# Punta Leiva
Punta Leiva (in Argentinien Punta Donati) ist eine Landspitze am nordöstlichen Ende von Enterprise Island in der Wilhelmina Bay vor der Danco-Küste des Grahamlands auf der Antarktischen Halbinsel.
Chilenische Wissenschaftler benannten sie nach René Leiva García, Besatzungsmitglied der Piloto Pardo bei der 16. Chilenischen Antarktisexpedition (1961–1962). Der Namensgeber der argentinischen Benennung ist nicht überliefert.